# Bolesław Wiewióra
Bolesław Wiewióra (ur. 25 stycznia 1926 w Toruniu, zm. 17 lutego 1963 w Poznaniu) – polski prawnik, docent Uniwersytetu Adama Mickiewicza w Poznaniu.

## Życiorys
Był synem Pawła Wiewióry, urzędnika oraz Zofii z domu Bańkowska. Z rodziną przyjechał do Poznania, gdzie był pracownikiem fizycznym podczas okupacji niemieckiej. W gimnazjum Karola Marcinkowskiego w Poznaniu otrzymał w 1947 roku świadectwo dojrzałości. Studiował na Uniwersytecie Poznańskim od 1947 do 1951 roku. W 1950 roku będąc jeszcze studentem powołano go na stanowisko zastępcy asystenta, a później asystenta i adiunkta od 1954 roku. Tego samego roku jako członek delegacji polskiej w Komisji Nadzorczej Państw Neutralnych wyjechał do Korei. Napisał rozprawę pt. Granica polsko-niemiecka w świetle prawa międzynarodowego i na jej podstawie otrzymał w 1958 roku stopień kandydata nauk prawnych. Napisana przez niego praca była wydana w kilku wersjach obcojęzycznych i była tłumaczona w ZSRR. W 1957 roku w Hadze w akademii prawa międzynarodowego oraz w Cambridge w latach 1958/59 uzupełniał studia. Był silnie związany z Instytutem Zachodnim w Poznaniu, w którym pełnił od 1961 roku funkcję sekretarza naukowego. W tym samym roku na podstawie rozprawy Uznanie nabytków terytorialnych w prawie międzynarodowym habilitował się, a rok później powołano go na Uniwersytecie im. Adama Mickiewicza w Poznaniu na stanowisko docenta.
Zmarł 17 lutego 1963 roku w Poznaniu. Został pochowany na Cmentarzu Junikowo w Poznaniu w Alei Zasłużonych. Od 1949 roku był żonaty z Wandą Elżanowską-Trzcińską i miał z nią syna Michała (ur. 1955).
Koncentrował się w swoich pracach badawczych na prawnych aspektach zachodniej granicy Polski oraz prawnej problematyce Niemiec. Oprócz rozprawy doktorskiej i habilitacyjnej opublikował monografie: Granica na Odrze i Nysie Łużyckiej w polityce Zachodu (1958) oraz Niemiecka Republika Demokratyczna jako podmiot prawa międzynarodowego (1961), a także 20 artykułów oraz liczne recenzje. Współautor Zarysu prawa międzynarodowego (1955-56).